# John Mellencamp
John Mellencamp, dříve známý také jako Johnny Cougar, John Cougar a John Cougar Mellencamp (* 7. října 1951, Seymour, Indiana, USA) je americký rockový písničkář, který byl v roce 2008 uveden do Rock and Roll Hall of Fame.

## Diskografie

### Studiová alba
- 1976: Chestnut Street Incident
- 1978: A Biography
- 1979: John Cougar
- 1980: Nothin' Matters and What If It Did
- 1982: American Fool
- 1983: The Kid Inside
- 1983: Uh-Huh
- 1985: Scarecrow
- 1987: The Lonesome Jubilee
- 1989: Big Daddy
- 1991: Whenever We Wanted
- 1993: Human Wheels
- 1994: Dance Naked
- 1996: Mr. Happy Go Lucky
- 1998: John Mellencamp
- 1999: Rough Harvest
- 2001: Cuttin' Heads
- 2003: Trouble No More
- 2007: Freedom's Road
- 2008: Life, Death, Love and Freedom
- 2010: No Better Than This
- 2014: Plain Spoken
- 2017: Sad Clowns & Hillbillies